# Francis Light

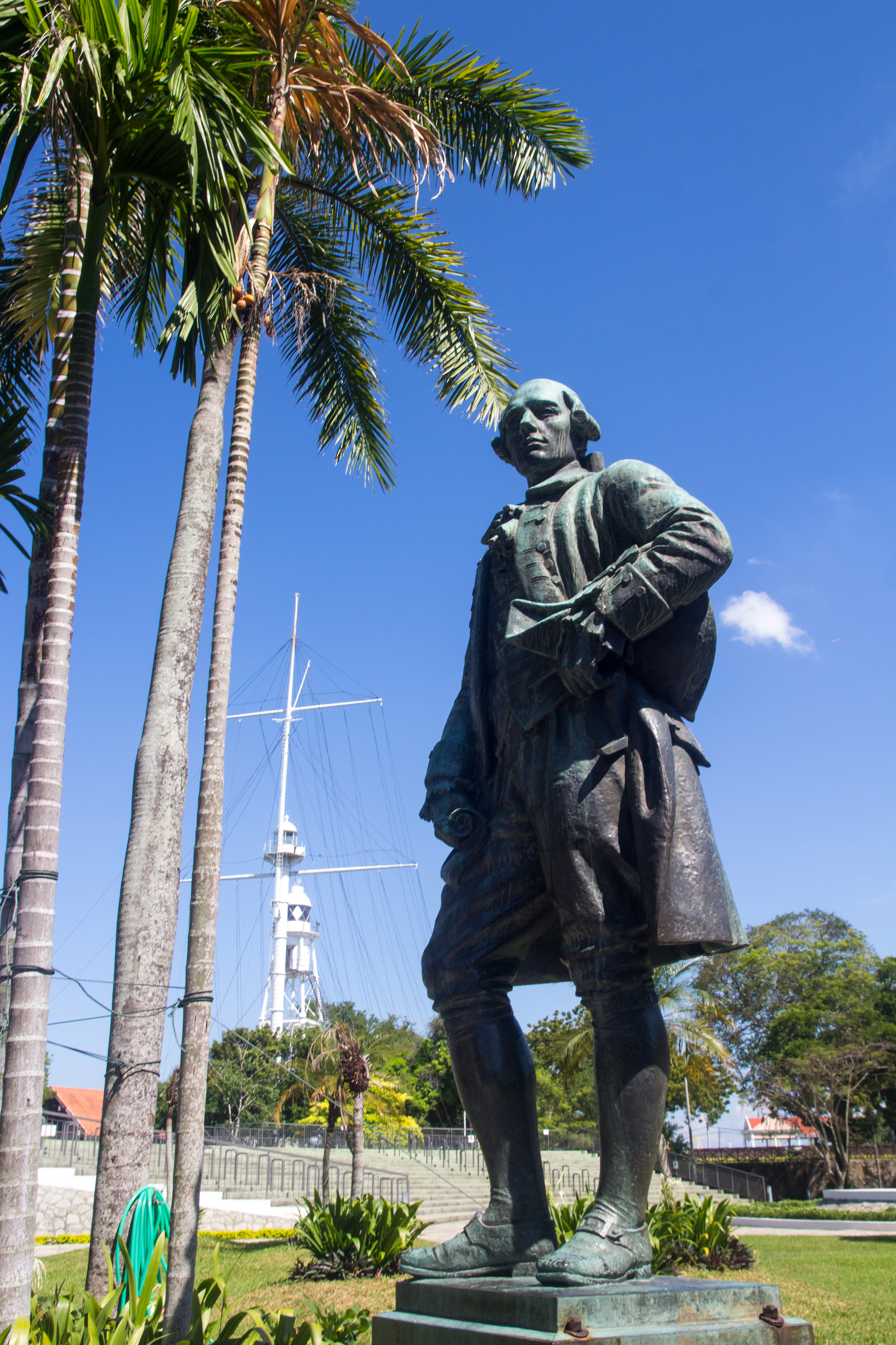
Estatua de Francis Light.

Capitán Francis Light (1740 - 25 de octubre de 1794), fue el fundador de la colonia británica de Penang, en la actual Malasia, y su capital George Town en 1786.

## Carrera
Desde 1759 a 1763 sirvió en la Royal Navy (Marina Real de las Fuerzas Armadas Británicas), que dejó para hacer fortuna en las colonias. Desde 1765 trabajó en el comercio privado.
El interés de Light en Penang comenzó en 1771, cuando propuso la idea de un asentamiento británico en la Malasia peninsular a Warren Hastings, de la Compañía Británica de las Indias Orientales. Light sugirió que la isla de Penang podía servir para el comercio oriental, pero su idea no tuvo aceptación.
Durante diez años tuvo su base en la provincia de Phuket, donde aprendió a hablar y escribir varios lenguajes, entre ellos el malayo y el tailandés. Avisó sobre el inminente ataque bamar, lo que permitió preparar la defensa y repeler la invasión.
Después del Tratado de París (1783), habiendo luchado Gran Bretaña con Francia por la superioridad naval, la sugerencia de Light se tomó en consideración. La colonia multicultural de Penang constituyó un éxito desde su inicio y Light sirvió como superintendente hasta su muerte.
- Datos: Q5481747
- Multimedia: Francis Light / Q5481747